# Adigraf
L'adigraf è un materiale plastico morbido, prodotto in lastrine di varie dimensioni, che viene usato incidendolo con delle sgorbie. A lavoro ultimato, la lastrina incisa (matrice) viene inchiostrata e stampata. La tecnica è la stessa che viene usata per la xilografia e la linoleografia con la differenza che l'adigraf è molto più morbido e facile da incidere. Per questo di solito viene utilizzato dai bambini nelle scuole.
Adigraf® è un marchio registrato del gruppo FILA S.p.A., specializzato nella produzione di lastre, inchiostri, sgorbie, ed altri materiali per l'incisione. 

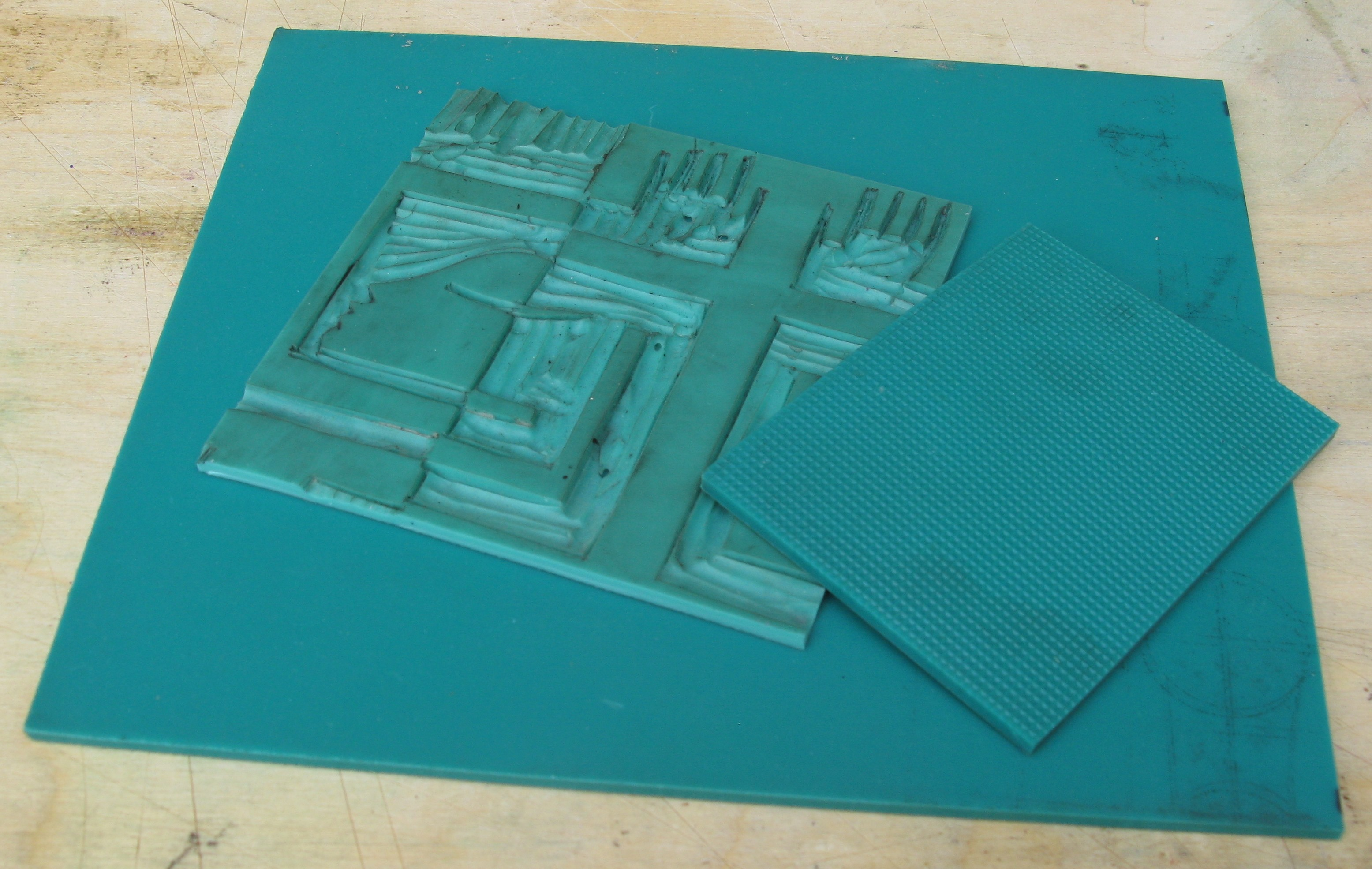
Adigraf